# Iglesia del Profeta Elías
La iglesia del Profeta Elías, es un edificio bizantino situado en la parte alta de la ciudad de Salónica,  de la dinastía Paleólogo, que se encuentra entre los Monumentos paleocristianos y bizantinos de Tesalónica que fueron declarados por la Unesco como Patrimonio de la Humanidad en 1988.

## Historia
La identificación de esta iglesia sigue siendo controvertida, ya que el nombre original del edificio se ha perdido: la dedicación al profeta Elías está en vigor a partir de la reconquista de la ciudad por los griegos, y la nueva consagración de la iglesia que había sido convertida en una mezquita durante la época otomana. Una interpretación etimológica fantástica de su nombre turco, Sarayli Camii («Mezquita del palacio»), la relaciona a Ai-Lías, una versión popular del profeta Elías, y por lo tanto determina la elección del nombre griego. De hecho, la mezquita debía su nombre a la tradición de la existencia de un palacio bizantino anterior en este barrio, tal vez uno que fue quemado durante la revuelta zelote de 1342.

## Arquitectura
Arquitectónicamente, la iglesia pertenece al tipo del monte Athos en cruz inscrita en un tetrástilo, es el único ejemplo en Salónica, y un modelo muy común en los monasterios del Monte Athos, que fue inventado por el fundador del Monasterio de la Gran Laura, San Atanasio, a principios del siglo XI.
Esta apariencia manifiesta de la iglesia con la arquitectura monástica, ha conducido a los historiadores a proponer dos hipótesis de identificación: la primera con el katholikón de Néa Moni el monasterio telasónico fundado entre 1360 y 1370 por Makarios Choumnos, miembro de una de las familias más ricas del imperio en ese momento. Dedicado a la Madre de Dios (Theotokos), esta fundación monástica fue la más importante del siglo XIV en la ciudad, se llevó a cabo en el lugar de un palacio bizantino antiguo. Largo tiempo aceptada esta identificación, ha sido cuestionada por varias razones: las fuentes turcas atribuyen la conversión de la iglesia en una mezquita (Sarayli Camii) a Badrali Mustafa Paşa, poco después de 1430, mientras que el funcionamiento del monasterio está atestiguado por lo menos hasta 1556. Por otra parte, el katholikón parece de un tamaño demasiado grande para la pequeña comunidad (17 monjes), creada por Makarios Choumnos.
Por lo tanto, existe una segunda hipótesis, basada en el estudio temático de la decoración pintada: el katholikón fue dedicado a Cristo Salvador, que permite identificarlo con el katholikón del monasterio Akapniou, una importante fundación monástica vinculada a la dinastía de los Paleólogos. Algunos elementos arquitectónicos apoyan la hipótesis de una fundación imperial, la utilización de un dispositivo combinado alternando capas de bloques de cemento blanco y los ladrillos, una técnica, más bien rara en Salónica y más común en la arquitectura de Constantinopla, la existencia de un katechoumenon (galería) con vistas al santuario está en consonancia con la arquitectura bizantina tardía en una estratificación social, y por lo tanto a menudo a un patronazgo aristócrata e imperial del patrocinio.
La decoración pintada se conserva parcialmente, en la nave y las capillas se conservan escenas que incluyen un ciclo de la infancia y los milagros de Cristo. Están fechadas entre el período 1360-1370 y son notables por su riqueza y su realismo, especialmente en el procesamiento de los rostros de las figuras. Estas características son especialmente visibles en el fresco de la Masacre de los Inocentes. Es posible que este programa iconográfico haya influido en la pintura religiosa de iglesias de Moravia y Serbia.
La iglesia fue restaurada entre 1956 y 1961: las adiciones otomanas fueron retiradas, y las capillas del oeste, las cúpulas del nártex y el deambulatorio reconstruido.

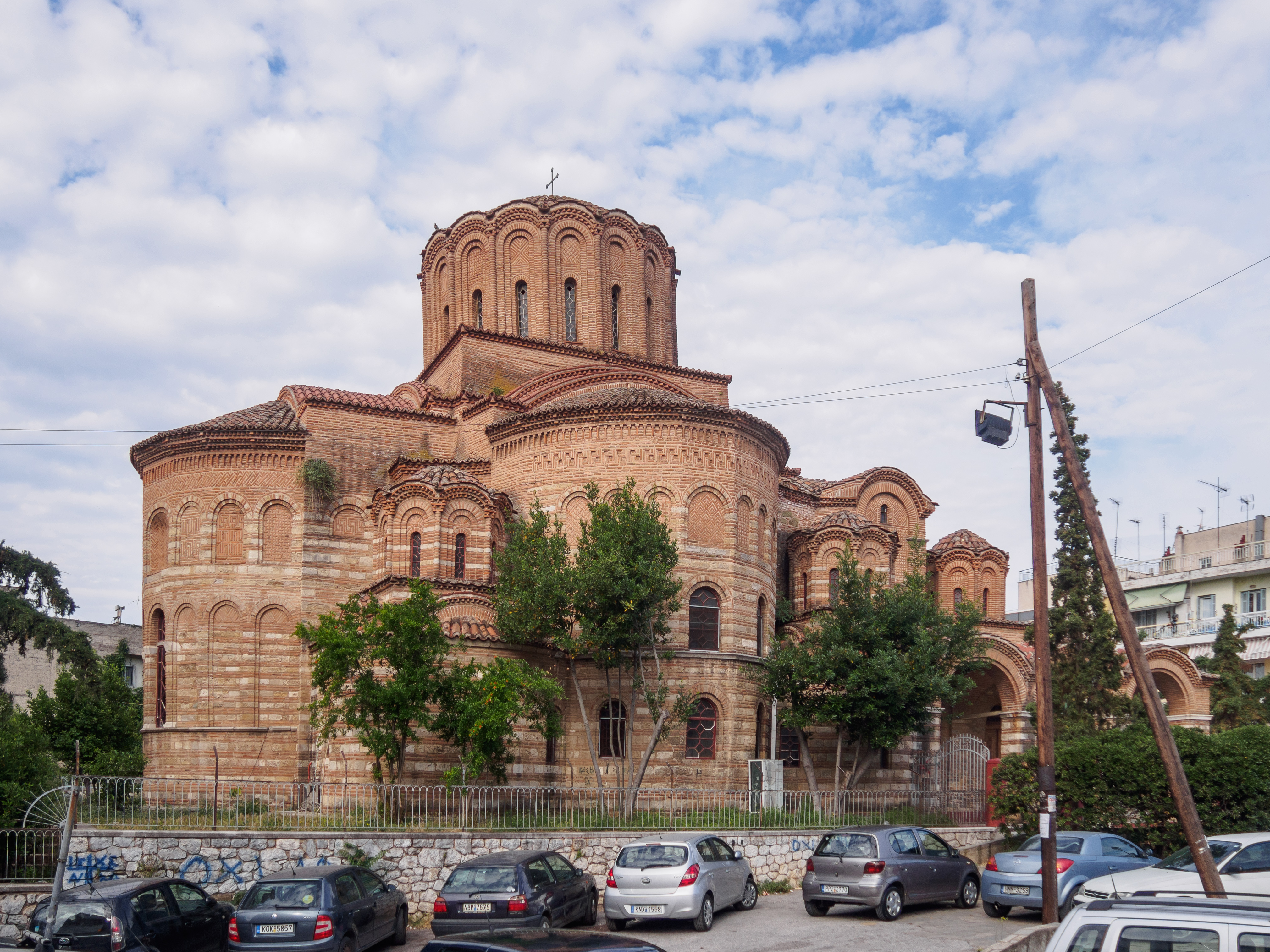
Vista norte de la iglesia.
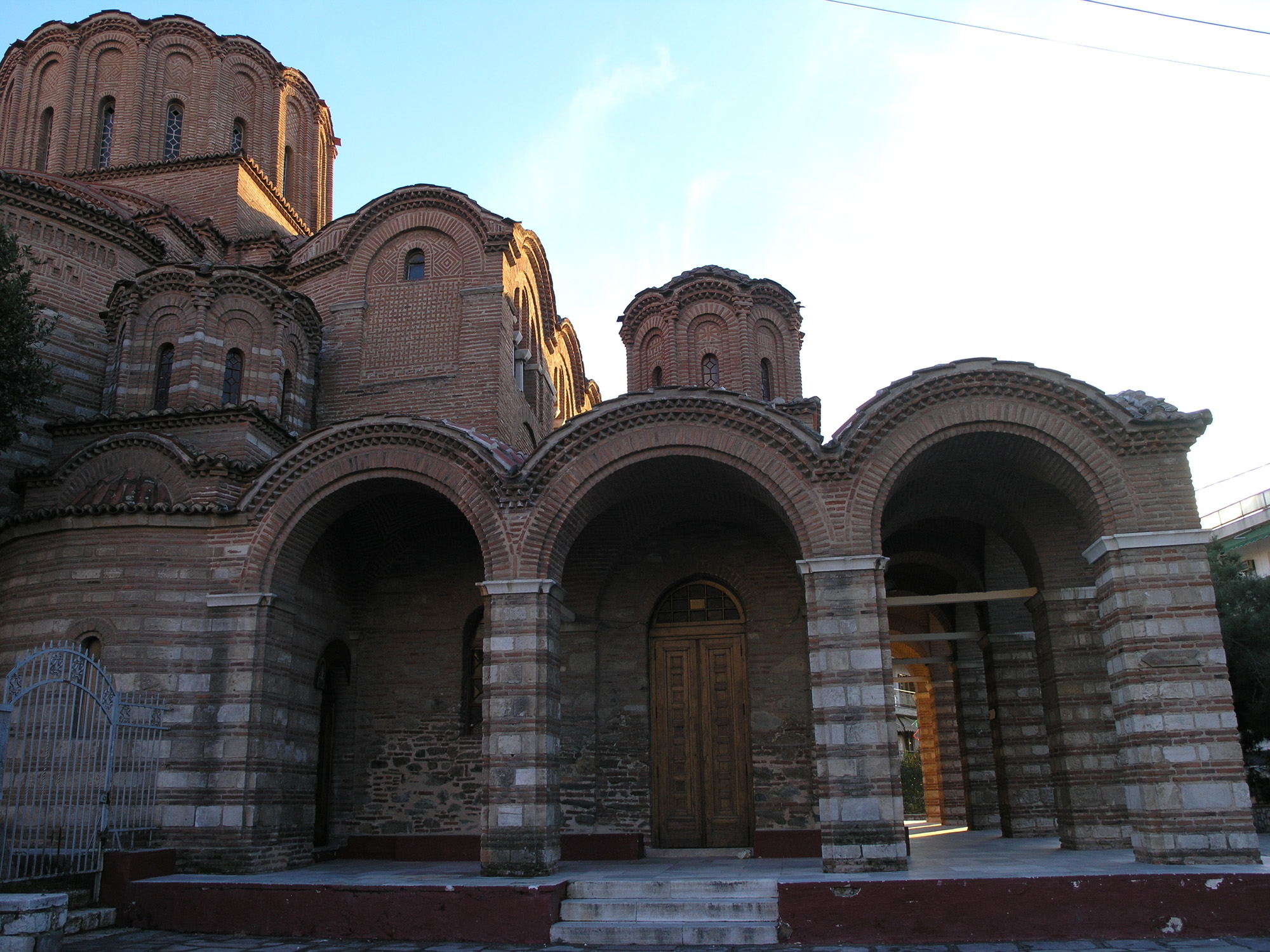
Fachada norte de la iglesia.
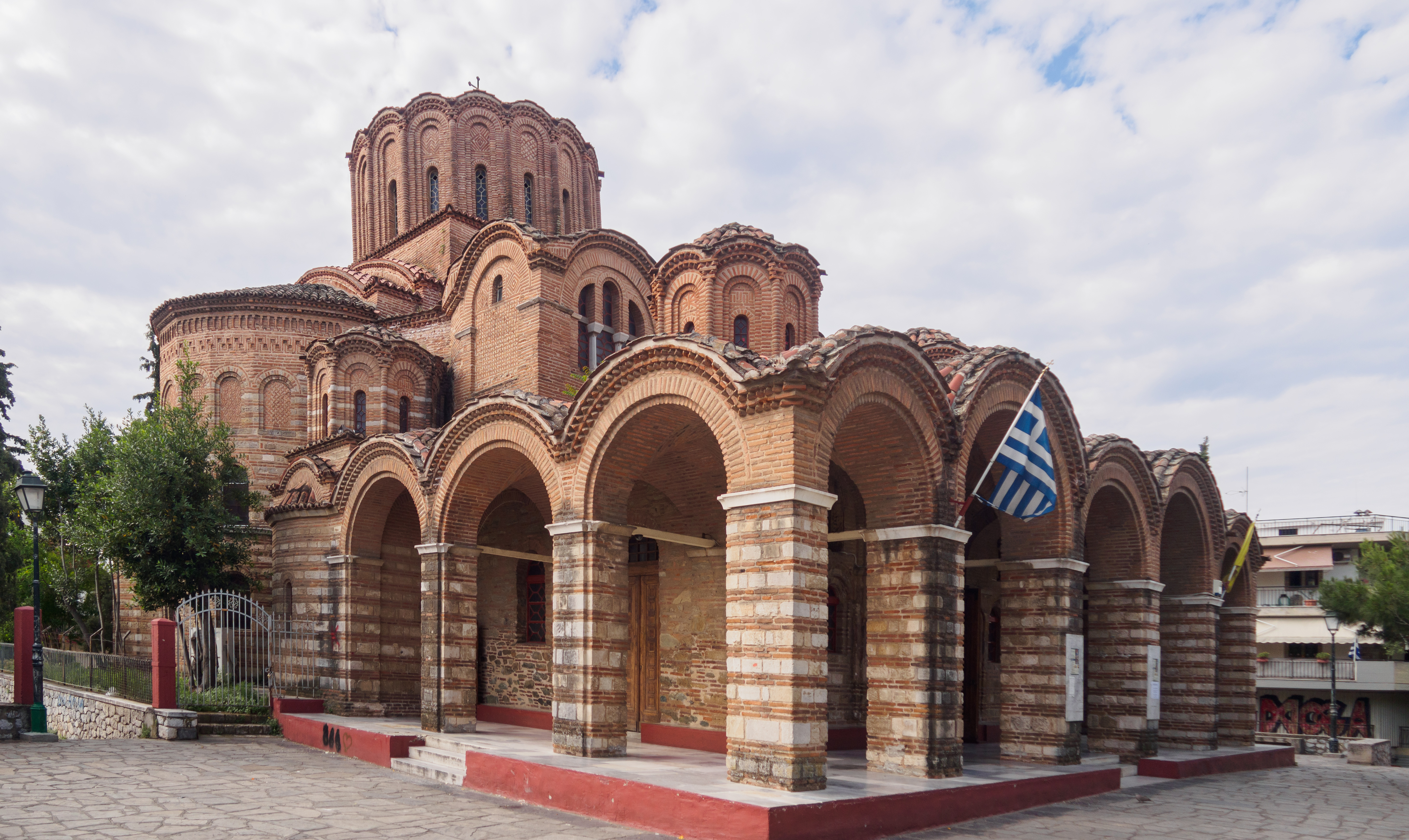
Fachada oeste y entrada de la iglesia.
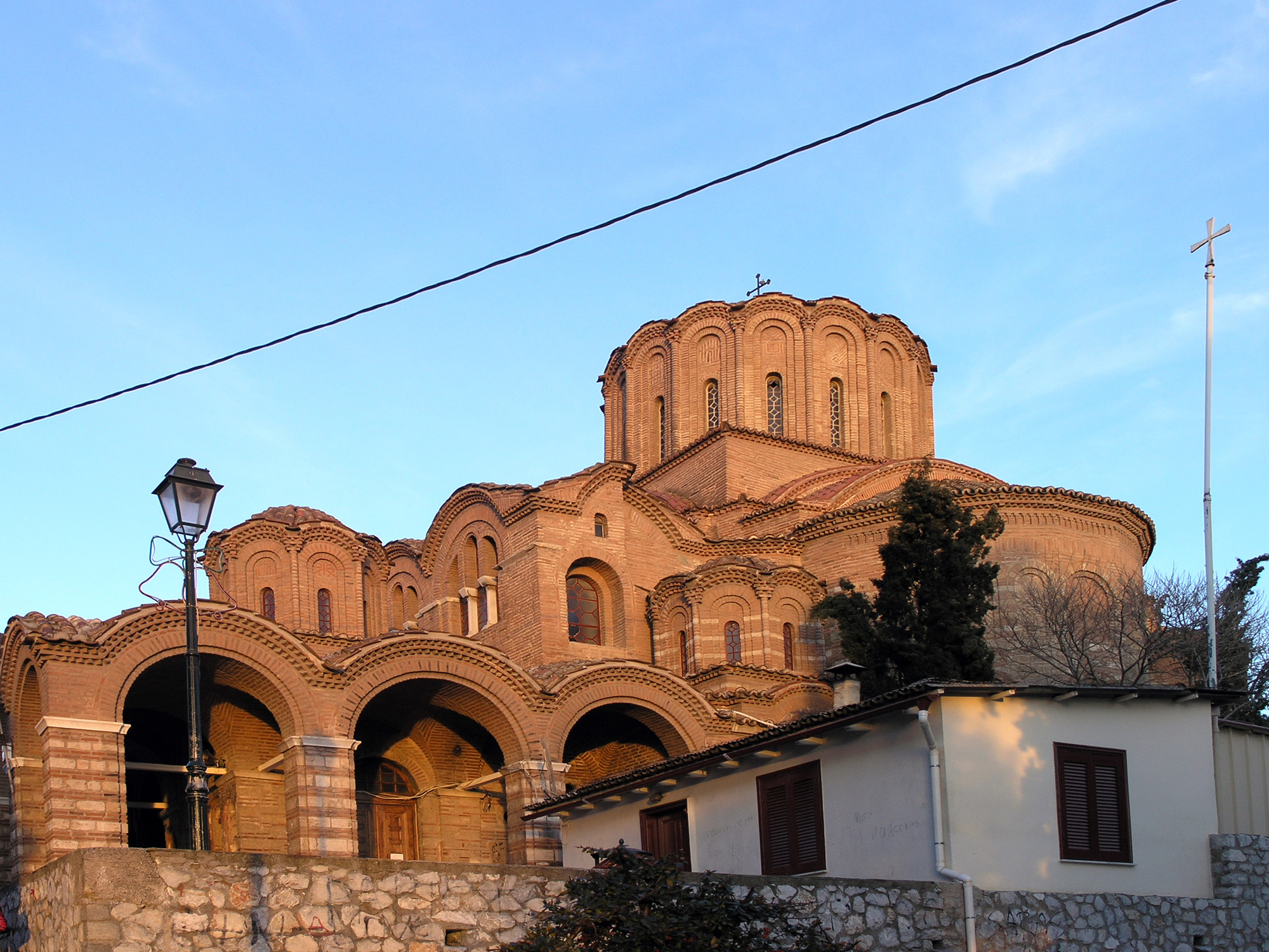
Vista sur de la iglesia.